# Славковское сельское поселение
Славковское се́льское поселе́ние — упразднённое муниципальное образование в составе бывшего Кашинского района Тверской области.
На территории поселения находятся 26 населённых пунктов. Административный центр — село Славково.
Сельское поселение образовано в 2005 году, включило в себя территории Славковского и Спасского сельских округов. С 2018 года упразднено и стало частью единого Кашинского городского округа.

## Географические данные
- Общая площадь: 209 км²
- Нахождение: восточная часть Кашинского района.
  - Граничит:
    - на северо-западе — с Кесовогорским районом, Стрелихинское СП
    - на севере — с Уницким СП
    - на востоке — с Давыдовским СП и Булатовским СП
    - на юго-востоке и юго-западе — с Верхнетроицким СП
    - на юге — с Кимрским районом, Красновское СП
    - на западе — с Рамешковским районом, СП Киверичи и Бежецким районом, Житищенское СП

Граница с Кимрским районом проходит по реке Медведице, с Рамешковским и Бежецким районами — по реке Дрезне.

## Население
По переписи 2002 года — 560 человек (259 в Славковском и 301 в Спасском сельском округе), на 01.01.2008 — 562 человека.

Национальный состав: Русские.

## Населенные пункты
На территории поселения находятся следующие населённые пункты:
| №  | Тип нп | Название          | Население (2008 год) |
| -- | ------ | ----------------- | -------------------- |
| 1  | дер.   | Борки             | 12                   |
| 2  | дер.   | Заводы            | 99                   |
| 3  | дер.   | Клюкино           | 2                    |
| 4  | дер.   | Коляково          | 1                    |
| 5  | дер.   | Курово            | 6                    |
| 6  | дер.   | Литвиново         | 3                    |
| 7  | дер.   | Мокриха           | 8                    |
| 8  | дер.   | Осипово           | 0                    |
| 9  | дер.   | Подберезье        | 10                   |
| 10 | дер.   | Подселье          | 3                    |
| 11 | село   | Славково          | 112                  |
| 12 | дер.   | Терботунь         | 5                    |
| 13 | дер.   | Чеканово          | 4                    |
| 14 | дер.   | Большое Софроново | 6                    |
| 15 | дер.   | Горбуново         | 4                    |
| 16 | дер.   | Жилкино           | 2                    |
| 17 | дер.   | Золотиково        | 3                    |
| 18 | дер.   | Калицыно          | 3                    |
| 19 | дер.   | Корюгино          | 0                    |
| 20 | дер.   | Маковницы         | 7                    |
| 21 | дер.   | Раднево           | 45                   |
| 22 | дер.   | Сафонеево         | 0                    |
| 23 | село   | Спасское          | 194                  |
| 24 | дер.   | Тросухино         | 5                    |
| 25 | дер.   | Тушнево           | 10                   |
| 26 | дер.   | Чернятино         | 18                   |

### Бывшие населенные пункты
На территории поселения исчезли деревни Бардеево, Колесниково, Копытово, Новинка, Пирогово и другие.

## История
В XIX — начале XX века большинство деревень поселения относились к Славковской волости Кашинского уезда Тверской губернии, западная часть поселения относилась к Бежецкому уезду (Ивановская волость).

## Известные люди
В деревне Сафонеево родился Герой Советского Союза (1945) Алексей Николаевич Шарков (1908—1970).

 В селе Спасском родился Герой Советского Союза (1945) Пётр Михайлович Беляев (1914—1980).

 В деревне Подберезье родился Герой Советского Союза (1945) Иван Васильевич Петров (1918—1977).